# Миколаїв (поїзд)
«Миколáїв» — нічний швидкий фірмовий пасажирський потяг 2-го класу № 122/121 сполученням Миколаїв — Київ складом Одеської залізниці.
Протяжність маршруту складає — 527 км.
На даний потяг є можливість придбати електронний квиток.

## Історія
Дуже давно курсує по даному маршруту.
22 серпня 2014 року поїзд курсував через Черкаси через схід вантажного поїзда із рейок.
З 9 грудня 2018 року маршрут потяга подовжено від Києва до станції Рівне.
З 18 березня по 4 липня 2020 не курсував через COVID-19, але потім курсував по вихідних.
З 26 жовтня 2020 року знову скорочений до Києва.

## Інформація про курсування
Потяг «Миколаїв» курсує цілий рік, щоденно. На маршруті прямування зупиняється на 11 проміжних станціях.
| Розклад руху потяга «Миколаїв» з 31.03.2019 | Розклад руху потяга «Миколаїв» з 31.03.2019 | Розклад руху потяга «Миколаїв» з 31.03.2019 | Розклад руху потяга «Миколаїв» з 31.03.2019 | Розклад руху потяга «Миколаїв» з 31.03.2019 |
| Час прибуття                                | Час відправлення                            | Станція                                     | Час прибуття                                | Час відправлення                            |
| ------------------------------------------- | ------------------------------------------- | ------------------------------------------- | ------------------------------------------- | ------------------------------------------- |
| —                                           | 21:20                                       | Миколаїв                                    | 07:21                                       | —                                           |
| 06:52                                       | —                                           | Київ-Пасажирський                           | —                                           | 22:14                                       |

Потяг не єдиний у напрямку Києва. Періодично призначаються додаткові потяги в інший час.
Зокрема, в сезонний період призначається додатковий потяг № 209/210 Київ — Миколаїв через Кривий Ріг — Апостолове — Снігурівку — Херсон.
Розклад руху поїздів по станції Миколаїв-Пасажирський на сайті «Укрзалізниці».

## Склад потяга
Фірмовий потяг «Миколаїв» складається з 18 фірмових, зокрема з 5 купейних, 11 плацкартних вагонів та 2 вагонів класу «люкс», сформованих у ПКВЧД-13 «Миколаїв» Одеської залізниці.

## Події
7 серпня 2020 року пасажир потяга розбив вікно і з ножем накинувся на поліцію. Висадили на станції Імені Тараса Шевченка.